# Now You're Gone (Tom Walker)
Now You're Gone è un singolo del cantautore britannico Tom Walker, pubblicato il 31 maggio 2019 come ottavo estratto dal primo album in studio What a Time to Be Alive.
Il brano vede la partecipazione della cantante svedese Zara Larsson.

## Video musicale
Il video musicale è stato reso disponibile il 31 maggio 2019, in concomitanza con l'uscita del singolo.

## Tracce
Testi e musiche di Tom Walker, Steve Mac e Chelcee Grimes.
Download digitale – Radio Edit
1. Now You're Gone (Radio Edit) (feat. Zara Larsson) – 2:53

Download digitale – Kiasmos Remix
1. Now You're Gone (feat. Zara Larsson) (Kiasmos Remix) – 5:00

Download digitale – Jerome Price Remix
1. Now You're Gone (feat. Zara Larsson) (Jerome Price Remix) – 3:29

Download digitale – Acoustic
1. Now You're Gone (feat. Zara Larsson) (Acoustic) – 3:01

## Formazione
Musicisti
- Tom Walker – voce, chitarra
- Zara Larsson – voce aggiuntiva
- Chelcee Grimes – cori aggiuntivi
- Steve Mac – tastiera
- Chris Laws – batteria

Produzione
- Steve Mac – produzione
- Dann Pursey – ingegneria del suono
- Chris Laws – ingegneria del suono
- Barry Grint – mastering
- Șerban Ghenea – missaggio
- John Hanes – assistenza al missaggio

## Classifiche
| Classifica (2019) | Posizione massima |
| ----------------- | ----------------- |
| Irlanda           | 77                |
| Regno Unito       | 79                |
| Svezia            | 84                |